# Selaginella vardei
Selaginella vardei là một loài dương xỉ trong họ Selaginellaceae. Loài này được H. Lév. mô tả khoa học đầu tiên năm 1915.